# 皇家瑪納斯國家公園
26°53′58″N 90°45′29″E / 26.89944°N 90.75806°E
皇家瑪納斯國家公園是不丹的國家公園，位於該國南部，橫跨蓋萊普宗、謝姆岡宗和佩馬加策爾宗，成立於1966年，面積1,057平方公里，有孟加拉虎、象、金葉猴、姬豬、粗毛兔、恆河豚、獨角犀、河水牛、犀鳥、棕頸犀鳥、雙角犀鳥等野生動物棲息。